# Heinrich Wenck
Heinrich (Henry) Emil Charles Wenck (Aarhus, 10 maart 1851 – Charlottenlund, 3 februari 1936) was een Deens architect die vooral stationgebouwen heeft ontworpen.

## Biografie
Wenck werd geboren als zoon van een militair die zich met transport en verbindingen bezighield. Hij bezocht tussen 1869 en 1876 de Koninklijke Deense Kunstacademie in Kopenhagen, waar hij les kreeg van de architecten Ferdinand Meldahl en Christian Hansen. In 1878 won hij een gouden medaille van de academie voor zijn ontwerp van een bibliotheek. Hij ontving tevens een reisbeurs waarmee hij tussen 1883 en 1885 door Italië reisde.
In 1882 trad Wenck in dienst van de nationale spoorwegmaatschappij (DSB). Hij zou daar tot 1921 blijven en ontwierp er talloze stations en andere spoorgebouwen. Daarnaast ontwierp hij ook meerdere overheidsgebouwen zoals het Hoofdpostkantoor in Kopenhagen. Wenck overleed een maand voor zijn 85e verjaardag.

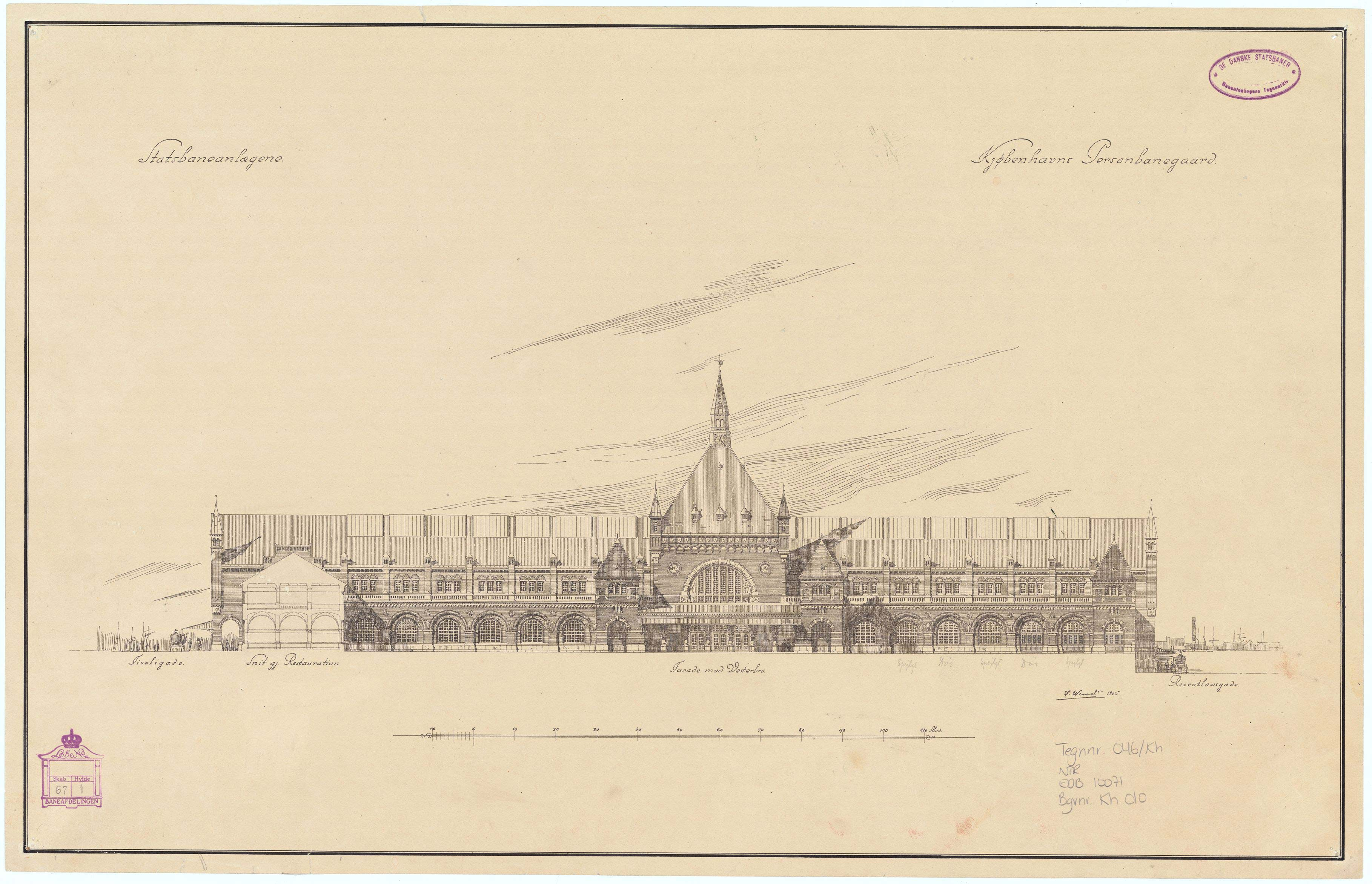
Tekening door Wenck van het Hoofdstation in Kopenhagen
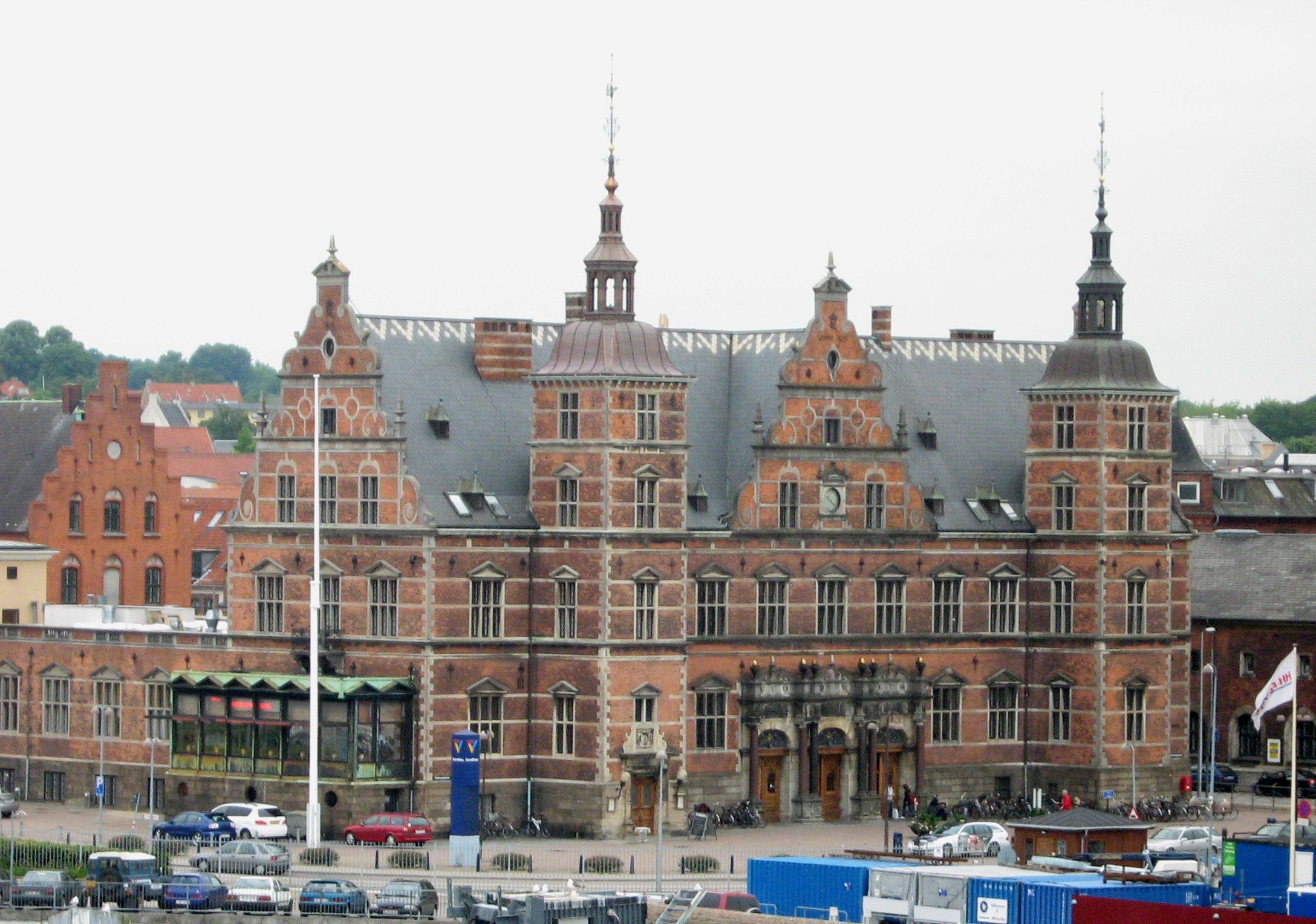
Station Helsingør
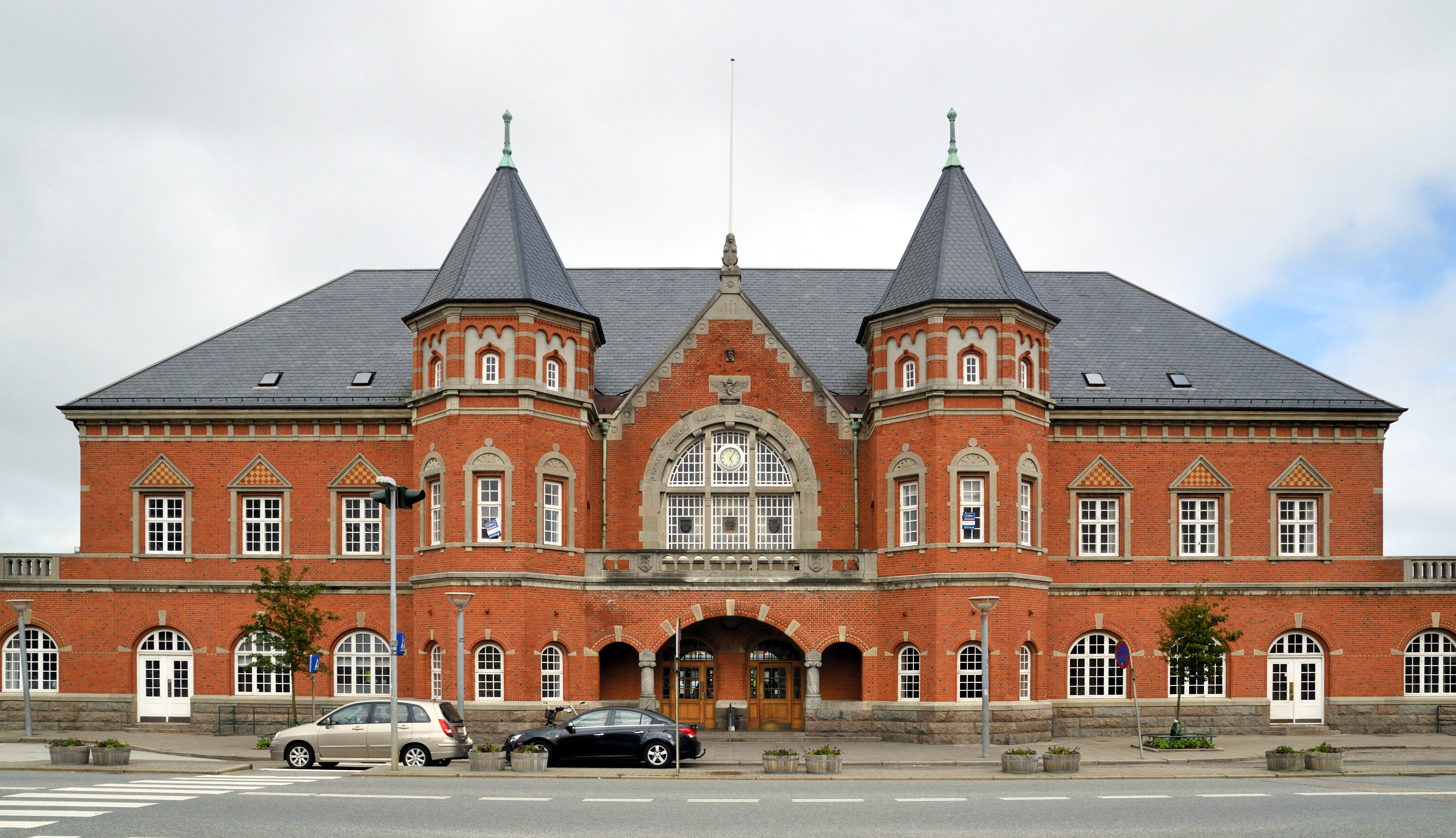
Station Esbjerg
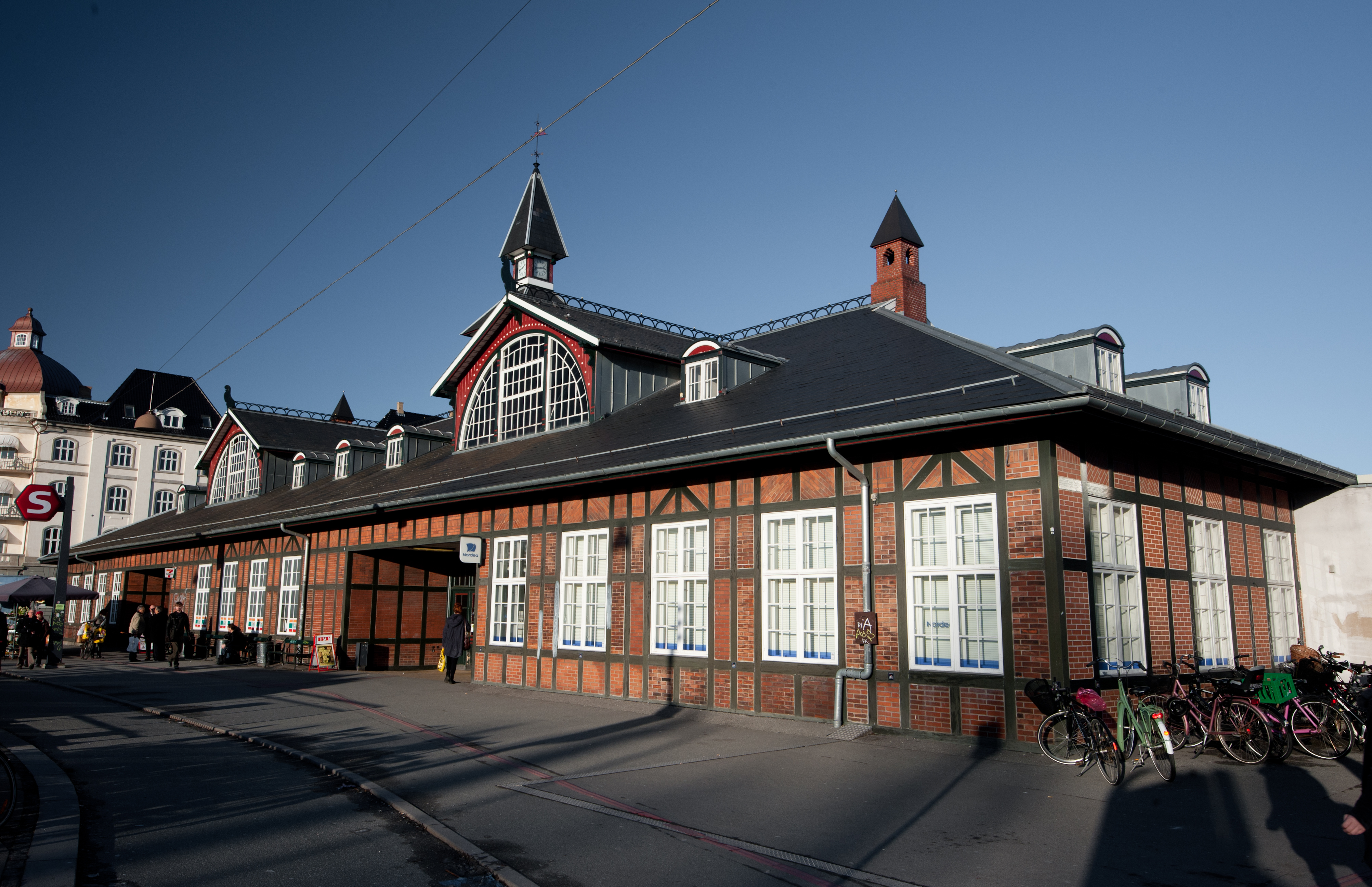
Station Østerport in Kopenhagen
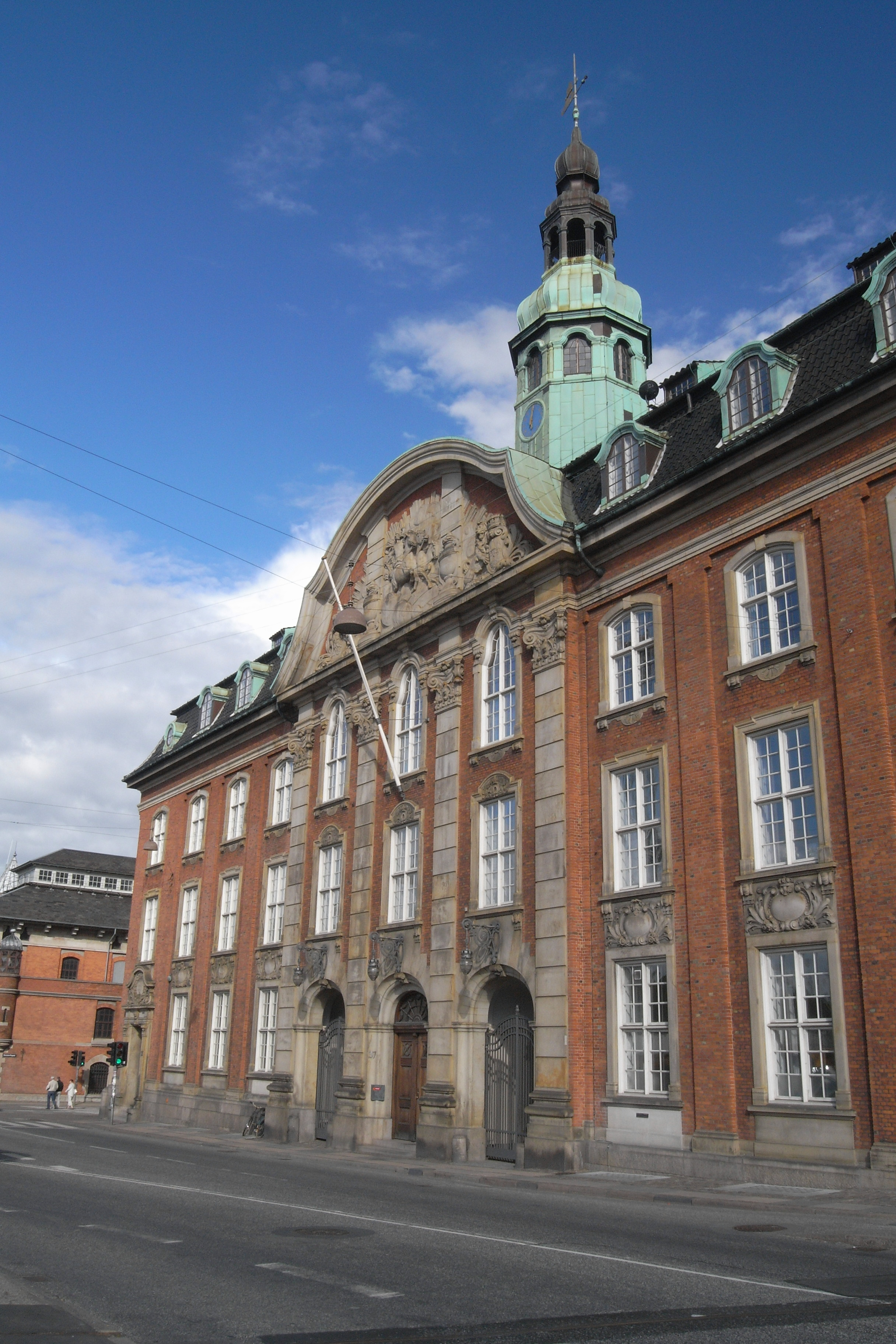
Hoofdpostkantoor Kopenhagen

- Union List of Artist Names: 500078153
- Virtual International Authority File: 96237130